# Luật Jones (Philippines)

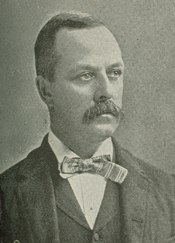
Nghị sĩ William Jones là tác giả của dự luật thay thế Đạo luật hữu cơ Philippines năm 1902.

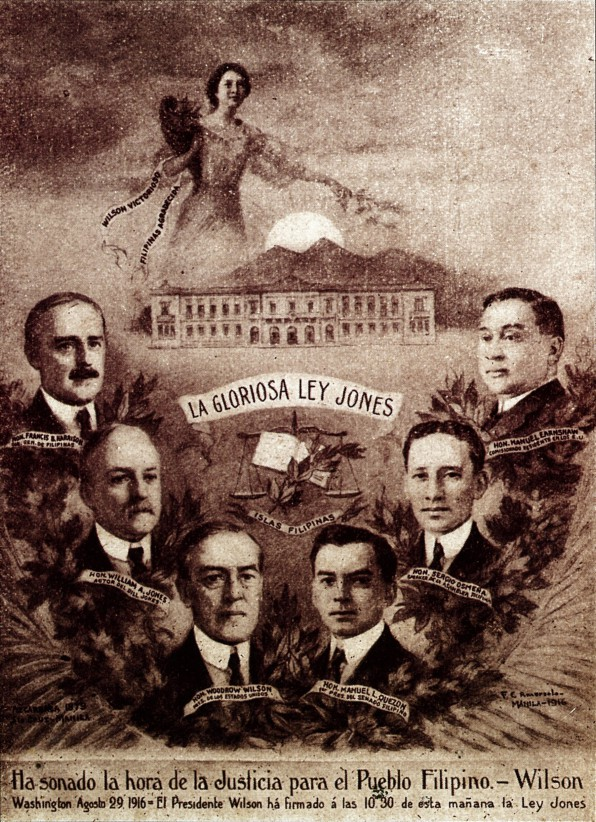
Một poster quảng cáo thông qua Luật Jones

Luật Jones (39 Stat. 545,. 416, còn được gọi là Đạo luật Jones, Đạo luật tự trị Philippines và  Đạo luật của Quốc hội ngày 29 tháng 8 năm 1916) là một Đạo luật hữu cơ được thông qua bởi Quốc hội Hoa Kỳ. Luật này đã thay thế Đạo luật hữu cơ Philippines năm 1902 và hoạt động như một hiến pháp của Philippines từ khi ban hành cho đến năm 1934, khi Đạo luật Tydings Muff McDuffie được thông qua (cuối cùng đã dẫn đến Liên bang Philippines và độc lập khỏi Hoa Kỳ). Luật Jones đã tạo ra cơ quan lập pháp Philippines được bầu hoàn toàn đầu tiên.
Luật được ban hành bởi Quốc hội Hoa Kỳ lần thứ 64 vào ngày 29 tháng 8 năm 1916 và có tuyên bố chính thức và chính thức đầu tiên về cam kết của Chính phủ Liên bang Hoa Kỳ trao quyền độc lập cho Philippines. Đó là một khuôn khổ cho một "chính phủ tự trị hơn", với những đặc quyền nhất định dành cho Hoa Kỳ để bảo vệ quyền và lợi ích có chủ quyền của mình, để chuẩn bị cho sự độc lập của Hoa Kỳ. Luật quy định rằng việc trao độc lập sẽ chỉ đến "ngay khi một chính phủ ổn định có thể được thành lập", điều này được xác định bởi chính Chính phủ Hoa Kỳ.
Luật này cũng đã thay đổi Cơ quan lập pháp Philippines thành cơ quan được bầu hoàn toàn đầu tiên của Philippines và do đó làm cho nó trở nên tự trị hơn đối với Chính phủ Hoa Kỳ. Đạo luật hữu cơ Philippines năm 1902 quy định cho một hạ viện (Quốc hội Philippines), trong khi thượng viện (Hội đồng Philippines) đã được chỉ định. Luật Jones quy định cho cả hai nhà được bầu  và thay đổi tên của Hội đồng thành Hạ viện. Nhánh hành pháp tiếp tục được lãnh đạo bởi một Toàn quyền Philippines, luôn luôn là người Mỹ.
Cuộc bầu cử được tổ chức vào ngày 3 tháng 10 năm 1916, cho Thượng viện Philippines mới được tạo ra. Các cuộc bầu cử vào Quốc hội Philippines có đã được tổ chức vào ngày 6 tháng 6 năm 1916, và những người được bầu trong cuộc bầu cử đó đã trở thành thành viên của Hạ viện theo luật.